# 青山定司 (映画監督)
青山 定司（あおやま ていじ、1945年6月30日 - 1980年5月20日）は、日本の映画監督、脚本家、映画プロデューサーである。第1回ヨコハマ映画祭で自主製作賞を受賞した『家獣』で知られる。

## 人物・来歴
1945年（昭和20年）6月30日、関東州（現在の中華人民共和国東北部）大連市に生まれる。同年8月15日、第二次世界大戦が終結し、引き揚げ後、両親は東京都渋谷区の恵比寿で仏具店を開く。
1968年（昭和43年）3月、駒澤大学経済学部を卒業、青山デザイン専門学校（現在の東京デザイン専門学校）アニメ科に進学する。満23歳を迎える同年、初めての8mmフィルム作品『追憶』を発表する。1971年（昭和46年）には、同専門学校の学園紛争をテーマに監督・製作した『たろうトウキョウ』を発表する。その後、実家の仏具店を手伝い、日本映画新社の屋上にあった日映美術で撮影助手を務めていたが、1974年（昭和49年）、坂英之を主演に『TAKE IT EASY』を監督・製作、公開する。
1975年（昭和50年）2月13日、満29歳のとき、坂英之・桂木梨江の主演を得た初めての16mmフィルム作品『信天翁』を公開する。桂木は同作がデビュー作となり、同年に公開された『祭りの準備』では、第18回ブルーリボン賞新人賞、第49回キネマ旬報ベスト・テン助演女優賞にノミネートされている。
『八月の濡れた太陽』（1976年）、『美しき玩具たち』（1977年）を経て、1979年（昭和54年）、『家獣』を撮影、同作仕上げ途中の同年4月、東京大学医科学研究所に入院する。開腹手術後、退院して再編集、同年10月3日、同作を公開する。『小型映画』（編集長日比野幸子、玄光社）誌上で批評家の宇田川幸洋が同作を賞讃する。同作には、作家の鈴木いづみや『映画評論』元編集長の佐藤重臣が出演し、音楽に鳴瀬喜博、近藤達郎が名を連ね、金子マリ&バックスバニーが参加していた。同作に主演した俳優の麻生亮は、同年11月26日、青山の『美しき玩具たち』に出演した高野光弘、『家獣』に出演した深沢裕子、あるいは左時枝らの出演を得た監督作『棺の花』（原作水上勉）を公開している。
1980年（昭和55年）2月3日、第1回ヨコハマ映画祭において、『家獣』の製作・監督に対し「自主製作賞」を受賞する。同年5月20日、直腸癌のため死去した。満34歳没。それに先立つ数か月前に、妻の青山三江子も病により亡くなっている。
没後、ことばと文化センター新宿日本語学校（CLC新宿日本語学校、現在の新宿日本語学校）内に「青山定司フィルム・ライブラリー」が設置され、作品が管理されるが、その後、散逸している。『家獣』については、1980年代に中野武蔵野ホール（2004年5月8日閉館）で再映された記録がある。

## フィルモグラフィ
- 『追憶』 : 1968年公開 - 監督・撮影[2]
- 『淋民（たみ）』 - 監督・撮影[2]
- 『是怨伝』 - 監督・撮影[2]
- 『無頼みやこの子守唄』 - 監督・撮影[2]
- 『たろうトウキョウ』 : 1971年公開 - 監督・撮影[2]
- 『TAKE IT EASY』 : 主演坂英之、1974年公開 - 監督[2]
- 『信天翁』 : 主演坂英之・桂木梨江、製作:青山プロダクション、1975年2月13日公開 - 製作・監督・脚本・撮影・編集[1][2]
- 『八月の濡れた太陽』 : 1976年公開 - 監督[2]
- 『美しき玩具たち』 : 製作:花魁譚、1977年9月7日公開 - 監督・脚本[1][2]
- 『家獣』 : 製作:シネマギルド花魁譚、1979年10月3日公開 - 監督・脚本[1][2]